# Igreja São José Operário
A Igreja São José Operário, é uma igreja católica brasileira, situada no Paranoá, no Distrito Federal. Foi construída antes mesmo da inauguração de Brasília, sendo considerado um "marco histórico e testemunho da fase pioneira da construção" da capital federal. Em 1998, o governo do Distrito Federal a considerou um patrimônio cultural, realizando seu tombamento através do Decreto 19.960. Em 2014, a igreja foi reinaugurada.